# کاستا بلانکا

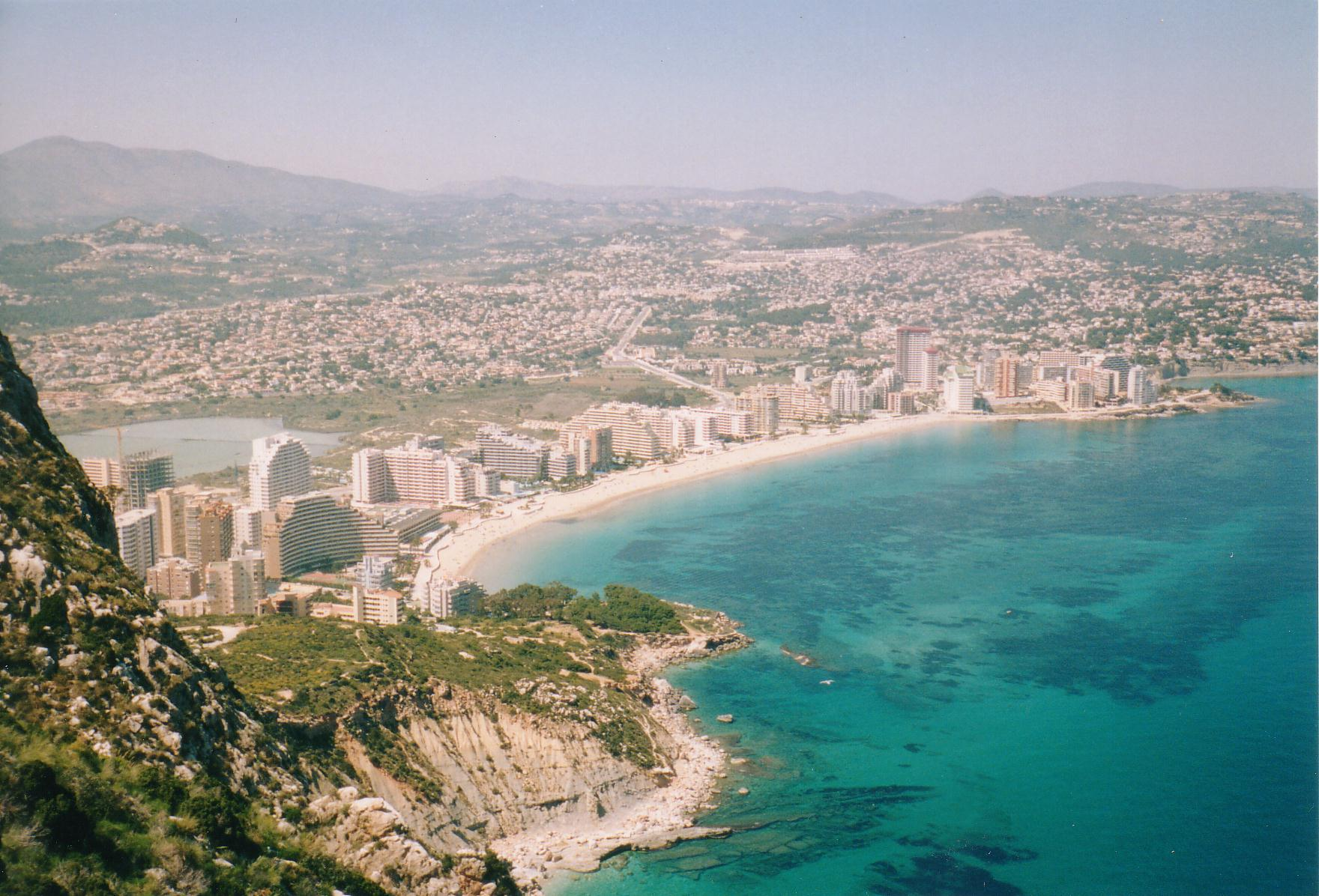
کالپ در کاستا بلانکا

کاستا بلانکا (به انگلیسی: Costa Blanca) is over ۲۰۰ کیلومتر (۱۲۰ مایل) خط ساحلی دریای مدیترانه در استان آلیکانته، در سواحل جنوب شرقی اسپانیا است.